# Saint-Denis-Combarnazat
Saint-Denis-Combarnazat – miejscowość i gmina we Francji, w regionie Owernia-Rodan-Alpy, w departamencie Puy-de-Dôme.
Według danych na rok 1990 gminę zamieszkiwały 212 osoby, a gęstość zaludnienia wynosiła 21 osób/km² (wśród 1310 gmin Owernii Saint-Denis-Combarnazat plasuje się na 638. miejscu pod względem liczby ludności, natomiast pod względem powierzchni na miejscu 805.).